# بول هوبشميد
بول هوبشميد (و. 1917 – 2001 م) هو ممثل مسرحي، وممثل أفلام سويسري، ولد في أراو، توفي في برلين، عن عمر يناهز 84 عاماً، بسبب انصمام رئوي.

## جوائز
حصل على جوائز منها:

الجائزة التشريفية للفيلم الألماني ‏ (1980)

## وصلات خارجية
- بول هوبشميد على موقع IMDb (الإنجليزية)
- بول هوبشميد على موقع مونزينجر (الألمانية)
- بول هوبشميد على موقع ألو سيني (الفرنسية)
- بول هوبشميد على موقع ميوزك برينز (الإنجليزية)
- بول هوبشميد على موقع أول موفي (الإنجليزية)
- بول هوبشميد على موقع قاعدة بيانات الأفلام السويدية (السويدية)
- بول هوبشميد على موقع ديسكوغز (الإنجليزية)
- بول هوبشميد على موقع قاعدة بيانات الفيلم (الإنجليزية)
- بول هوبشميد على موقع كينوبويسك (الروسية)